# Дніпровський металургійний завод "Комінмет"
Товариство з обмеженою відповідальністю (ТОВ) Дніпровський металургійний завод "Комінмет" (до 1996 року Відкрите акціонерне товариство Дніпропетровський металургійний завод імені Комінтерну, до 1922 року Завод Бельгійського Товариства Братів Шодуар "Шодуар-Б") — металургійне підприємство, що спеціалізується на виробництві сталевих труб, металевих товарів народного споживання, спеціальних сталевих гнутих профілів для вагонобудування, оцинкуванні металоконструкцій і розпуску рулонної сталі.

## Види продукції
Основними напрямками виробництва підприємства є виготовлення електрозварник труб для будівельної галузі, оцинкованих відер, баків, тазів, сталевих лопат, сталевих гнутих профілів спеціальних для вагонобудування, послуги з оцинкуванні металоконструкцій і розпуску рулонної сталі.

## Історія
1895 рік - засновано трубопрокатний завод Ланге (сортопрокатний цех).
1896  рік - засновано Катеринославський завод прокатних вальців "Сиріус".
1899 рік - запрацював завод Бельгійського Товариства братів Шодуар "Шодуар - Б".
1903 - завод Шодуар - Б виготував  480 тис пудів покрівельного та 50 тисяч пудів оцинкованого металу.
1904 - збудовано листовий стан N° 4.
1908 - введено в дію стан N° 5.
1909 - почалось будівництво лопатного цеху.
1910 - будується стан N° 6.
1914 - засноване лудильне виробництво.
1917, 2 листопада - на загальнозаводських зборах обране робітниче заводоуправління. Першим "червоним директором" став токар механічного цеху Ф. Зубков.
1922 - завод "Шодуар-Б" перейменований на Металургійний завод імені Комуністичного Інтернаціоналу.
1925 , березень -  директором призначено Ф. Абрамова. 
1 травня - завод знято з консервації.
Червень - управляючим заводу призначений Г. Воропаєв.
1926, 1 квітня - до заводу приєднали завод "Комунар" (колишній "Сиріус").
1928, червень - початок будівництва на заводі нових промислових об'єктів.
21 листопада - вихід першого номера заводської багатотиражки "Комінтернівець".
1929, травень - початок соціалістичного змагання на заводі.
1930, квітень - приєднання до заводу імені Комінтерну заводу імені Карла Маркса (колишній Ланге), внаслідок чого на заводі з'явилось мартенне виробництво.
Червень - директором заводу призначено чекіста Л. Звайгзне.
Вересень - перший заводський "День індустріалізації".
1932, 20 квітня - після реконструкції дала плавку мартенівська піч N° 1.
1933, лютий - директором заводу призначено Д. Варшавського.
10 березня - призначено будівництво мартенної печі N° 3.
Травень - завод відвідав нарком Серго Орджонікідзе.
22 червня - в селі Микільське-на-Дніпрі відкрито перший заводський піонерський табір.
Грудень - початок Ізотівського руху на заводі.
1935, 4 лютого - перший Всесоюзний рекорд сталеварів Олексія Сорокового.
1 червня - перехід заводу на новий госпрозрахунок - без державних дотацій.
Серпень - вручення мартенівському цеху прапора газети "Правда".
1936, 5 січня -  перша заводська стаханівська доба.
Липень - початок змагань за підвищення якості продукції за почином листопрокатника А. Пугачова.
31 грудня - всесоюзний та світовий рекорд з виплавки сталі сталевара Якова Чайковського.
1937, березень - став до ладу новий дротовий стан потужністю 90 тисяч тонн катанки на рік.
1939, вересень - директором заводу призначено А. Н. Мінаєва.
До початку 1941 року на заводі випускалися 30 видів продукції, в тому числі мартенівська сталь, катанка, дрібносортний прокат, біла жерсть, освинцьовані листи, різні металічні продукти та товари народного споживання.
1941, 10 серпня - початок евакуації заводського обладнання та спеціалістів на Урал. Під керівництвом директора  Мінаєва було створено евакуаційний штаб. Наказом директора з начальників цехів призначені керівники ешелонів.
18 серпня - здійснена остання плавка в мартенівському цеху, якою керував начальник зміни, сталевар Яків Чайковський. Мартени залили козлами.
19 серпня - вийшов перший ешелон, який очолював начальник залізничного цеху П. С. Волков.
24 серпня - відправився останній ешелон. Увечері Амур покинула група провідних спеціалістів підприємства: директор А. Н. Мінаєв, головний інженер В. М. Магідсон, головний механік А. Ф. Чернявський, заступник начальника відділу постачання С. Г. Дорошев, начальник ППО заводу І. Н. Свірідов, голова завкому профспілки Д. І. Пєсковий. Ця група відходила пішки з частинами Червоної Армії. В районі Павлограда вона була атакована ворожими літаками. Загинуло кілька людей, в тому числі начальник сутуночного стану І. Н. Свірідов, працівник відділу постачання І. І. Кац.
Значна частина заводського обладнання та спеціалістів осіла на півночі Уралу в містах Сєров та Кушва. Тут протягом рекордно коротких термінів було збудовано цехи та встановлено обладнання. Люди працювали в декілька змін без сну, недоїдали, працювали в умовах холодної уральської зими. Нерідко, відпрацювавши зміну в 12 - 14 годин, йшли туди де не вистачало людей. Жінки працювали вальцювальницями і прокатницями. Місцеве населення допомагало їжею та житлом.
1943, листопад - розпочато реконструкцію підприємства після окупації.
1944, березень - пущено листопрокатника стан N° 6.
1946, травень - у виробництво введено всі прокатні кліті листопрокатного цеху.
Серпень - директором заводу призначено Г. Павловського.
1948, червень - завод відвідав нарком чорної металургії  І. Тевосян.
1949, лютий - завершено реконструкцію заводу після руйнувань війни. Однак мартенне виробництво не стали відновлювати.
1950  - завод у півтора рази перевищив довоєнний рівень виробництва.
1952 - велику групу передовиків за самовіддану працю було нагороджено орденами і медалями.
1955 - п'яту п'ятирічку 892 комінтернівці виконали достроково, за 4 роки. Виробництво прокату збільшено у 2,9 разів, предметів народного споживання - у 2,3 рази, комбайнового та освинцьованого листа - на 31,7 %, продуктивність праці піднялась на 70 %.
1956 - 1960 - у шостій п'ятирічці широко розгорнулись роботи з модернізації обладнання та застосування нової техніки. Одночасно відбувалось житлове та соціально-культурне будівництво.
1959 - до заводу приєднано завод "Спартак".
1971, вересень - директором заводу призначено Я. Заспенка.
1972, 29 грудня - у клубі заводу відкрито заводський музей "Революційної, бойової та трудової слави".
На честь 50-річчя СРСР колектив заводу нагороджений Ювілейною Грамотою ЦК КПУ, Президії Верховної Ради УРСР та Української республіканської Ради профспілок.
1974 - всі 4 квартали комінтернівці завоювали першість в соціалістичному змаганні серед металургійних підприємств України.
1975, січень - пуск нового освинцьованого комплексу.
1976, травень - в ознаменування двохсотріччя Дніпропетровська  завод нагороджено Почесною Грамотою Президії Верховної Ради УРСР.
1977, лютий - за високі виробничі досягнення завод занесено до Книги трудової слави Дніпропетровщини.
1978 - на заводі задіяна комплексна система управління якістю продукції.
1980 - протягом декількох кварталів колектив заводу утримував Перехідний Червоний Прапор Ради Міністрів УРСР та Укрпрофу.
Травень - бригада сортопрокатного цеху А. Безуглого занесена до Республіканської Книги трудової звитяги.
1983, червень - введено в експлуатацію першу чергу цеху гарячої штамповки лопат.
1985, 27 березня - відкриття заводського санаторію-профілакторію "Лазурний".
Травень - відкриття заводського меморіалу на честь комінтернівців, що загинули за свободу і незалежність Батьківщини.
1987, 19 грудня - на загальнозаводській конференції трудових колективів директором заводу обрано В. Гончара.
1992, листопад - виведено з експлуатації дротовий стан, що пропрацював майже сто років.
Грудень - пуск нового трубоелектрозварювального цеху.
15 грудня - виготовлено перший зразок труби.
1994, травень - завод перетворений на відкрите акціонерне товариство.
1995 - припинив функціонування сортопрокатний цех.
1996, лютий - проведено перевірку водогазоносних труб на одержання міжнародного сертифікату, котру здійснила німецька фірма "ТЮФ - Норд" (Технічне товариство нагляду "Норд", м. Гамбург). Водогазоносні труби одержали міжнародний сертифікат якості.
21 листопада - розпочато пільгову підписку на акції ВАТ "Комінмет".
1997 - навесні на виставці у Парижі продукція заводу отримала міжнародний приз за якість.
1 липня - цех гарячого штампування лопат переобладнано в трубоелектрозварювального цех N° 2.
Виробництво лопат виведено на ділянку гарячої штамповки лопат.
2000, 17 березня - на загальних зборах акціонерів головою правління і директором заводу обрано А. Вулиха.
Вперше в історії заводу 30 тисяч тонн труб експортовано до Німеччини. Відновив роботу цех свинцювагня металу гарячим способом.
2002 - об'єм експорту труб склав 87 %.
2003 - введено в експлуатацію стан 10 - 76 у ТЕСЦ - 2, залучено систему гібоволочіння штрипсу на станах N° 1 та N° 2  у ТЕСЦ.
2007, липень - запущено цех з переробки відходів цинку (завод у заводі), що видавав щодоби 12 тонн чистого цинку в чушках. Річна норма випуску труб 250 тонн. Медпункт заводу обладнано кабінетом профогляду, сучасним стоматологічним обладнанням, хірургічним. Хворих приймали лікарі Дніпропетровської медичної академії. Працівникам підприємства підвищено зарплатню на 10 %.